# Vickers Vimy

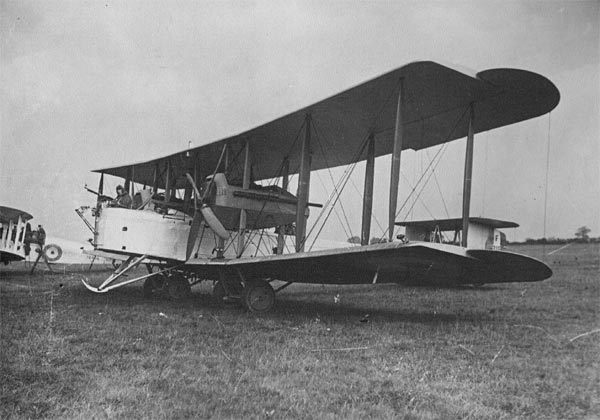
Vickers Vimy bommenwerper (1918)

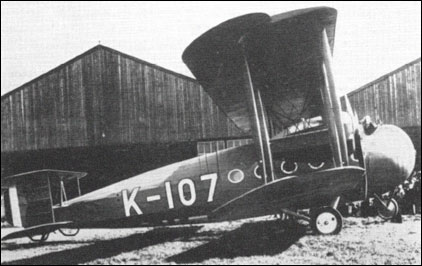
Vickers Vimy Commercial, passagiersuitvoering (1919)

Vickers Vimy tekening

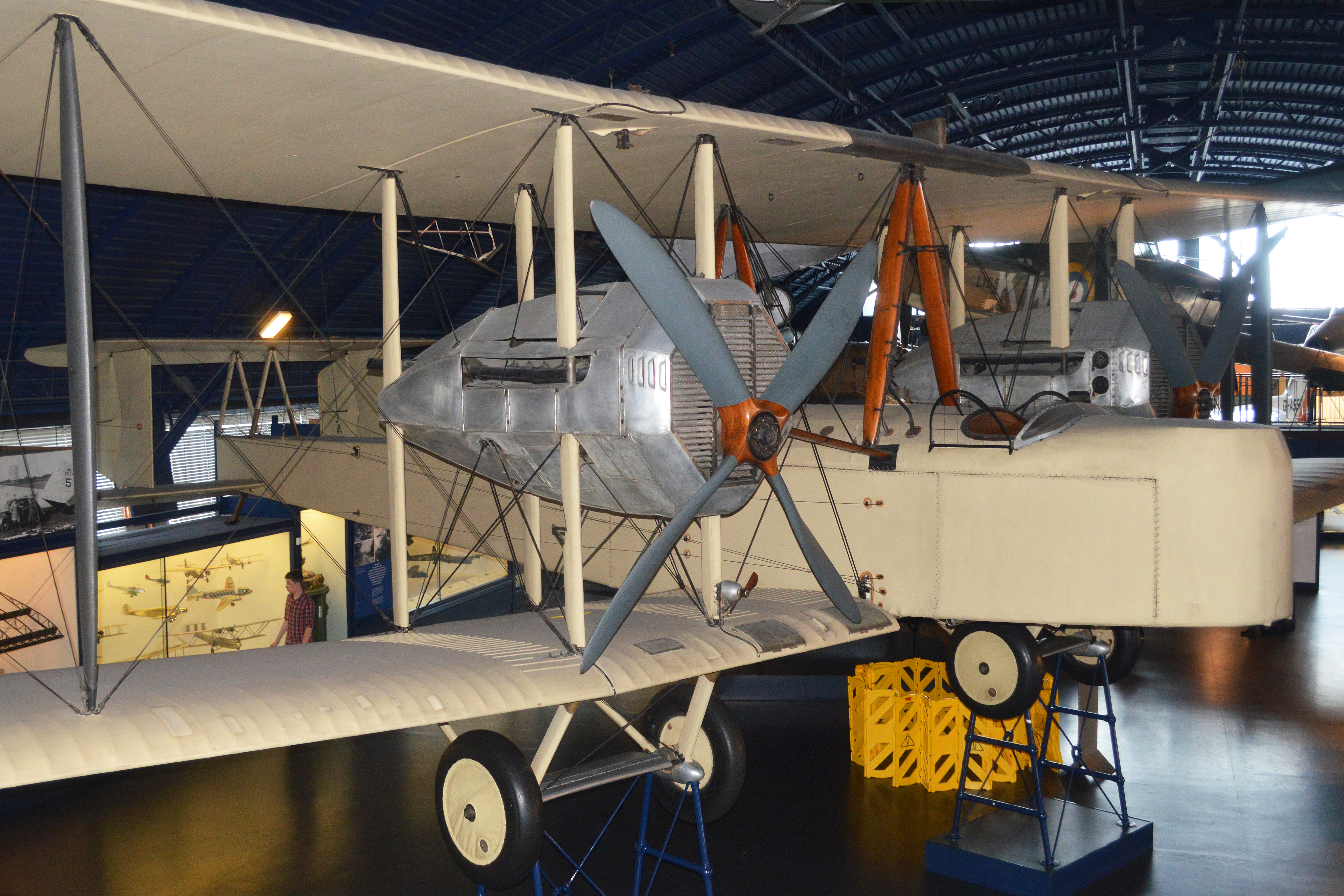
Vickers Vimy in het Science Museum in Londen

De Vickers Vimy was een Britse zware bommenwerper. Het was een dubbeldekker met twee motoren en werd gebouwd door vliegtuigfabriek Vickers voor de Royal Air Force (RAF).
De eerste vlucht was in november 1917. Slechts enkele toestellen deden mee aan de Eerste Wereldoorlog. De meeste kwamen te laat voor de strijd. De Vimy werd wel de belangrijkste RAF-bommenwerper in de jaren twintig van de twintigste eeuw. Er was ook een passagiersvariant met een vergrote romp: de Vimy Commercial. De Vimy variant voor troepentransport heette de Vickers Vernon.
In juni 1919 maakte een Vimy de eerste non-stop trans-Atlantische vlucht met als bemanning John Alcock and Arthur Brown. Andere recordbrekende vluchten werden gemaakt vanuit het Verenigd Koninkrijk naar bestemmingen zoals Zuid-Afrika en Australië, zoals de 1919 England to Australia flight. De Vimy bleef tot in de jaren dertig in gebruik.

## Varianten
- F.B.27 Vimy Prototype (2 gebouwd)
- F.B.27A Vimy II Productietype bommenwerper
- Vimy Ambulance Ambulancevliegtuig voor de RAF
- Vimy Commercial Passagiersuitvoering
- A.N.F. 'Express Les Mureaux' Vimy commercial met 2 x Lorraine V12 motoren

## Specificaties
- Type: Vickers Vimy (interne type aanduiding: Vickers F.B.27)
- Fabriek: Vickers
- Rol: Bommenwerper (commercial: civiele passagiersuitvoering)
- Bemanning: 3
- Passagiers: 8 (commercial uitvoering met vergrote romp)
- Lengte: 10,50 m
- Spanwijdte: 20,75 m
- Hoogte: 4,78 m
- Leeggewicht: 3222 kg
- Maximum gewicht: 4937 kg
- Motor: 2× Rolls-Royce Eagle VIII watergekoelde V12, 360 pk (270 kW) elk
- Propeller: Vierblads
- Eerste vlucht: 30 november 1917
- Uit dienst: 1933

Prestaties
- Maximumsnelheid: 160 km/u
- Vliegbereik: 1400 km
- Plafond: 2100 m

Bewapening
- Geschut: 1× 7,7mm-Lewis machinegeweer voorin de neus en 1× midden romp
- Bommenlast: 1123 kg

## Bewaard exemplaar
Het Science Museum in Londen heeft in de collectie de Vickers Vimy is gebruikt bij de trans-Atlantische vlucht. Het toestel had extra brandstoftanks en nam voor de vlucht 3932 liter brandstof mee. Met een gemiddelde snelheid van 144 km/h vloog het in 16 uur de oceaan over.